# 山部神社
山部神社（やまべじんじゃ）は、滋賀県東近江市にある神社。旧社格は村社。三十六歌仙の一人である歌人・山部赤人を祀った神社として知られる。

## 祭神

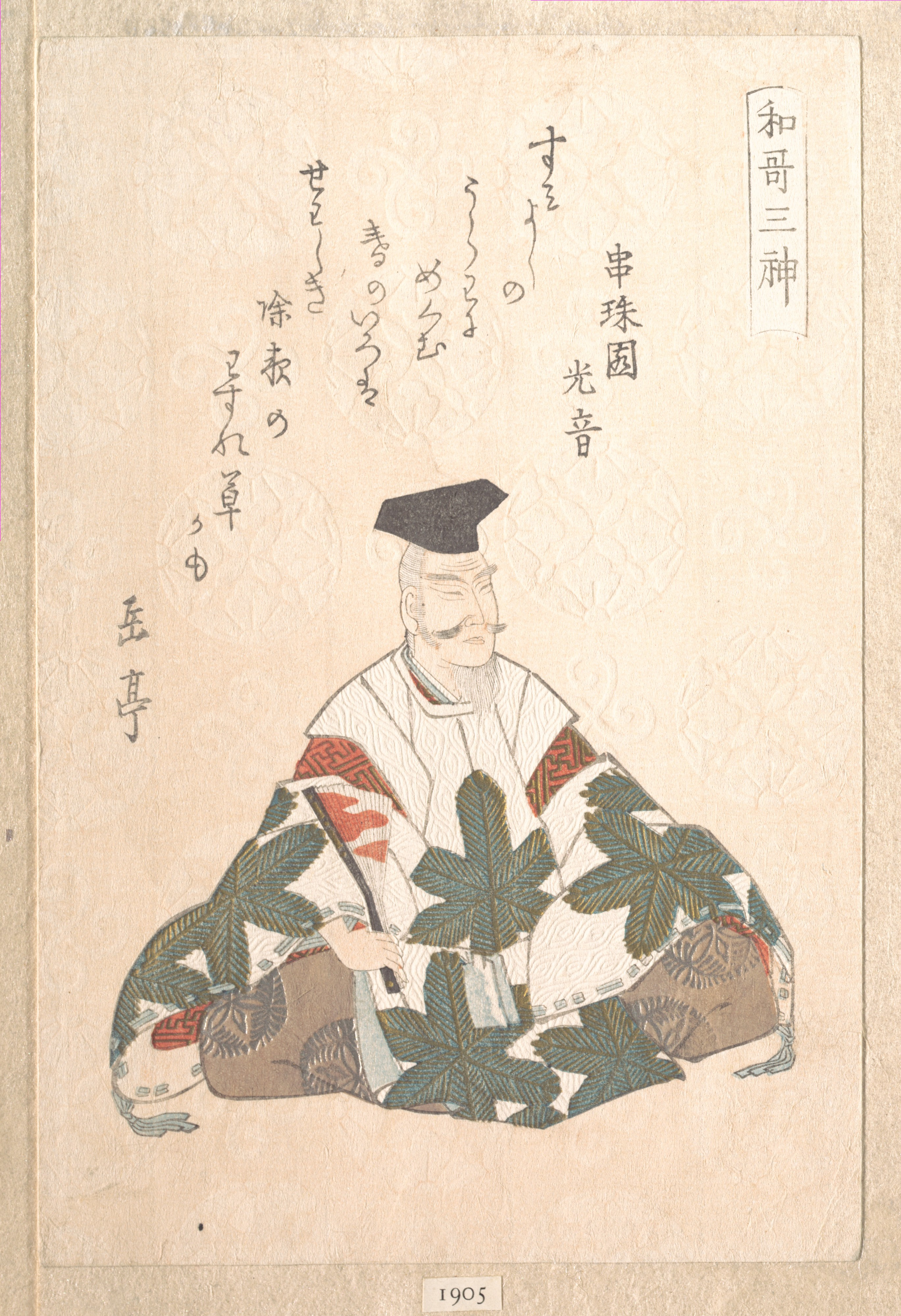
『和歌三神』山部赤人

- 山部大神（やまべおおかみ）

## 歴史
当地は山部赤人が生涯を終えた場所とされており、隣接する赤人寺（しゃくにんじ、あかひとでら）は山部赤人が建立したとされている。創建年代は不詳であるが、後に赤人の廟として神社が成立したとされている。江戸時代には小松大明神と称する松の木を神木とした産土神であったと言われており、1876年（明治9年）に村社に列すると共に現社号に改称した。

## 境内

### 赤人桜
伝承によると赤人が桜の枝に掛けた冠が取れなくなり、そのまま当地に永住することになったことから別名「冠かけの桜」とも呼ばれている。

## 摂末社
- 津島神社 （祭神：不詳）
- 八幡神社（祭神：八幡大神）
- 稲荷神社 （祭神：稲荷大神）

## 文化財

### 重要文化財
- 赤人寺七重塔（昭和35年2月9日指定）

石造の七重塔であり、”文保弐年戊午歳九月日”の刻銘があることから1318年（文保2年）に建立されたことが分かる。

### 東近江市指定文化財
- 山部神社中世文書63通（平成2年3月31日指定）

平安末期から室町時代までの63通からなる文書。多くは赤人寺への田畑の寄進状でありかつて地域の観音信仰と深く結びついていることや、麻生庄における条里を知る上で貴重な資料となっている。

## 現地情報
所在地
- 滋賀県東近江市下麻生町214

交通アクセス
- JR東海道本線（琵琶湖線）および近江鉄道八日市線（万葉あかね線）近江八幡駅または近江鉄道本線（水口・蒲生野線）桜川駅から近江鉄道バス北畑口行きで麻生口停留所下車、徒歩約10分。